# かんなみ新地
かんなみ新地（かんなみしんち）は、かつて兵庫県尼崎市神田南通3丁目に存在した風俗街。かんなみ街とも呼ばれ、古くはパーク飲食街、パーク街、尼崎パークなどとも呼ばれた。1950年頃から存在し、2021年11月に全店舗が一斉廃業した。跡地の取得と建物の解体工事を尼崎市が進めている。

## 概要
青線として1950年頃から存在していた。名称の「かんなみ」は住所の「神田南通」（かんだみなみどおり）の転訛とされる。また旧称の「パーク」は、かつて隣にあった映画館あるいは芝居小屋の「パーク座」に由来する。
680平方メートルの敷地に実質2棟（正確には5棟）の長屋が建っており、30店を超える性風俗店がそこで営業していた。性風俗店の業態は飛田新地や松島新地などと同様の「ちょんの間」と呼ばれるもので、飲食店の体裁を取って女性従業員による性的サービスを提供するものであった。

## 廃業
2021年11月1日、尼崎市と兵庫県警尼崎南署が連名で風営法に基づいて「違法な営業をしているのであれば、直ちに中止するよう警告いたします」との警告書を出し、これを受けて各店舗は一斉に閉店した。
その後11月16日・17日にはほぼ全店が布団や冷蔵庫などの備品を一斉に粗大ごみとして廃棄し、同地の飲食店組合であった「かんなみ新地組合」も11月23日までに解散したことにより、70年間に渡るかんなみ新地の歴史は幕を閉じた。
長年の黙認状態を経てこの時期に廃業に追い込まれた要因としては、以下の事柄が指摘されている。
- 近年SNSや動画サイトによってかんなみ新地での売春の実態が広く世間に知られるようになり、市当局にとって黙認しがたい存在となったこと[17][18][19]。
- 尼崎市の掲げる都市整備や暴力団排除の方針[18]に反する存在であったこと[17]。
- 新型コロナウイルス感染症に対する緊急事態宣言の期間中に営業を再開し、近隣住民からの苦情が集まっていたこと[4][19]。

## 廃業後の動向

### 土地建物
廃業後に多くの店舗は退去したが、一部の店舗は合法な飲食店として営業を続けている。
2022年5月末、尼崎市は跡地の土地建物を取得した上で、建物を解体して更地として売却する方針を明らかにした。建物の多くが空き家となって治安上の懸念があることに加えて、過去にかんなみ新地は摘発による閉店と後日の営業再開を繰り返しており、今後の復活を防ぐためには根本的な対策が必要だと市が判断したことによる。
その後2022年7月の報道では、権利関係が複雑であるため、市による土地建物の買収計画が難航しているとも報じられた。しかし2023年2月の報道では、買収計画が進み、地権者の8割が既に売却に合意したとも報じられた。2023年11月には、全体の83%を市が取得済で2024年1月から一部区画の解体工事に着手すること、および一部の区画については起業者向けに期間限定で無償貸与する予定であることが発表された。解体工事は2024年1月18日に開始されている。

### 従業員
廃業後、かんなみ新地の従業員の多くは近隣に存在する同業態の松島新地に移ったとされる。

### 治安
2022年9月29日に、かんなみ新地の閉業以降に周辺の治安が悪化したと主張するネット記事が掲載された。これに対して尼崎市は、市内の犯罪件数は減少しているとする反論コメントを10月1日に発表した。